# Świecie
Świecie (udtale: |ˈɕfjet͡ɕɛ|  ( hør); tidligere tysk: Swiss) er en by i det nordlige Polen, i voivodskabet kujawsko-pomorskie og har 24.796(2021) indbyggere. Den er hovedstad i powiat Powiat Świecie (amt) i den etnokulturelle region Kociewie (en).

## Placering
Świecie ligger på den vestlige bred af floden Wisła ved mundingen af floden Wda, i en højde af 51 moh., cirka 40 km nordøst for Bydgoszcz, 105 kilometer syd for Gdańsk og 190 kilometer sydvest for Kaliningrad.

## Historie
Stedet menes grundlagt og navngivet af svenske emigranter, der sandsynligvis flygtede til Preussen i begyndelsen af det 10. århundrede og slog sig ned som kolonister på begge bredder af Wisła.Sankt Mariakirke blev indviet her i 1198.  I den 12./13. I det 19. århundrede var Świecie centrum for et pommersk fyrstedømme af samboriderne. Et slot eksisterede allerede her i slutningen af det 12. århundrede som sæde for den pomoranske hertug, Grimislaus, på en strategisk beliggenhed nær Schwarzwasser-floden lige før dens udmunding i Vistula.